# Xã Lowhill, Quận Lehigh, Pennsylvania
Xã Lowhill (tiếng Anh: Lowhill Township) là một xã thuộc quận Lehigh, tiểu bang Pennsylvania, Hoa Kỳ. Năm 2010, dân số của xã này là 2.173 người.